# USS Maine (BB-10)
USS Maine (BB-10) – amerykański pancernik, okręt główny pancerników typu Maine. Był drugim okrętem United States Navy noszącym nazwę pochodzącą od 23 stanu.
Kontrakt na budowę pancernika został przyznany stoczni William Cramp and Sons z Filadelfii 1 października 1898. Stępkę położono 15 lutego 1899, rok po zniszczeniu pierwszego USS „Maine”. Jednostkę zwodowano 27 lipca 1901, matką chrzestną była pani Mary Preble Anderson. Okręt wszedł do służby w Filadelfii 29 grudnia 1902. Pierwszym dowódcą został komandor Eugene H.C. Leutze.
Od 1903 do 1907 okręt służył na wodach otaczających wschodnie wybrzeże USA i na wodach Indii Zachodnich. W tym czasie odbył także jedną podróż na Morze Śródziemne. 16 grudnia 1907 wyszedł z Hampton Roads wraz z resztą pancerników Floty Atlantyku w rejs Wielkiej Białej Floty najpierw na Ocean Spokojny, a później w dalszą podróż dookoła świata. W towarzystwie pancernika „Alabama” (BB-8) udał się do Guam i na Filipiny. Przeszedł przez Kanał Sueski i Morze Śródziemne i wrócił na atlantyckie wybrzeże Stanów Zjednoczonych w październiku 1908 docierając do Stanów Zjednoczonych przed główną grupą.
Kolejne kilka miesięcy był jednostką flagową Trzeciej Eskadry Floty Atlantyku, operował wzdłuż wybrzeża Atlantyku i na wodach Karaibów. 31 sierpnia 1909 został wycofany ze służby w Portsmouth (New Hampshire). Ponownie wcielony do służby 15 czerwca 1911 operował wzdłuż wschodniego wybrzeża USA. W czasie I wojny światowej pełnił funkcję jednostki szkolnej dla obsad maszynowni, dział i podchorążych (ang. midshipmen). 26 grudnia 1918 po pokonaniu państw centralnych wziął udział w przeglądzie floty w Nowym Jorku.
Do 15 maja 1902 operował wraz z okrętami Floty Atlantyku, wtedy został wycofany ze służby w Philadelphia Naval Shipyard. Został sprzedany 23 stycznia 1922 firmie Joseph G. Hitner and William F. Cutlet z Filadelfii. 17 września 1923 został złomowany zgodnie z ustaleniami traktatu waszyngtońskiego.

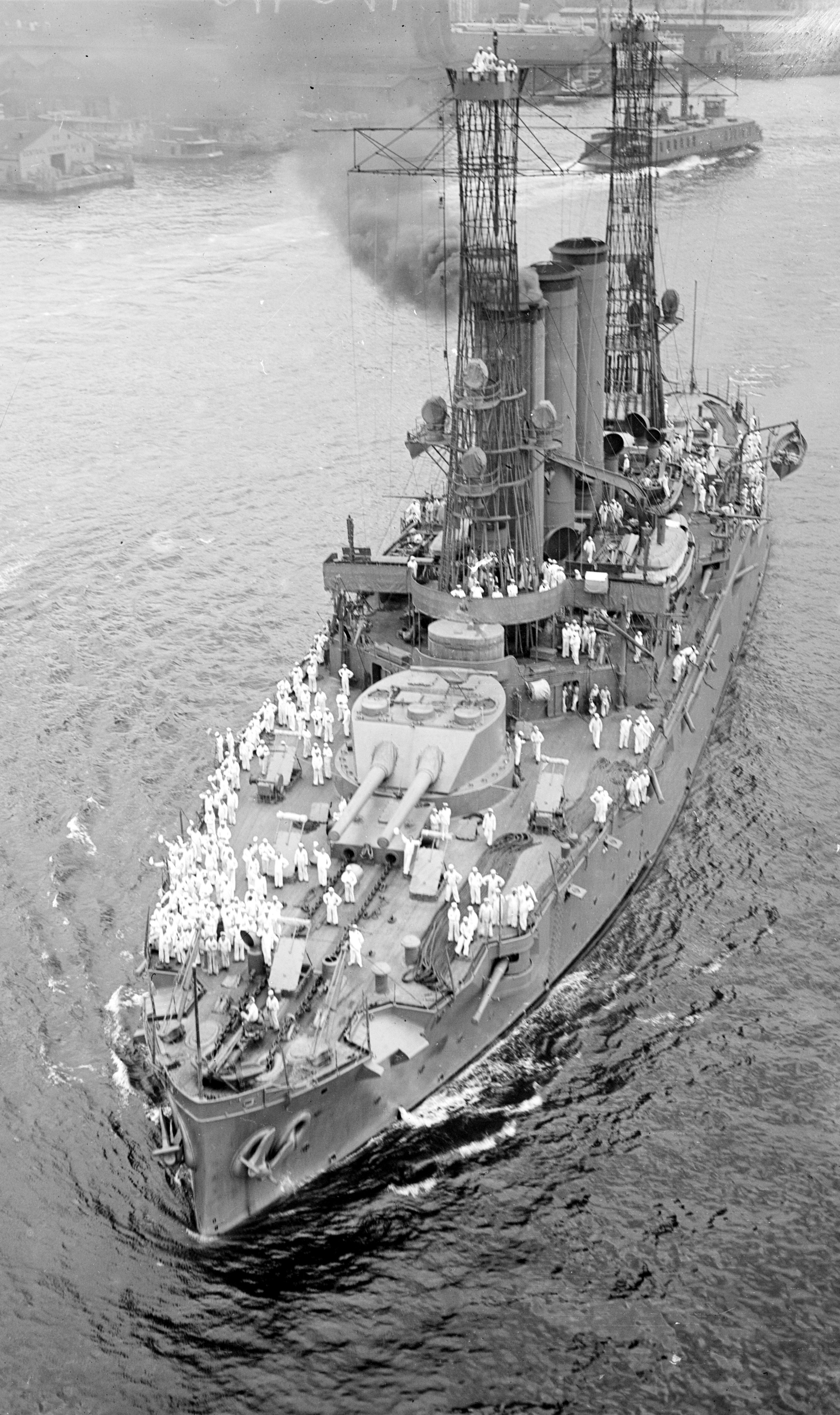
USS „Maine” w 1916